# Kochać się
Kochać się (oryg. Making Love) – dramat produkcji USA z 1982 roku w reżyserii Arthura Hillera. Film opowiada historię żonatego mężczyzny, który zdał sobie sprawę, że jest gejem, oraz o trójkącie jaki powstał między nim, jego żoną i innym mężczyzną.

## Obsada
- Michael Ontkean – Zack
- Kate Jackson – Claire
- Harry Hamlin – Bart McGuire
- Wendy Hiller – Winnie Bates
- Arthur Hill – Henry
- Nancy Olson – Christine
- John Dukakis – Tim
- Michael Dudikoff – młody człowiek w barze

## Nagrody i nominacje
Złote Globy 1982
- Najlepsza piosenka - Making Love - muz. Burt Bacharach, Bruce Roberts; sł. Bruce Roberts, Carole Bayer Sager (nominacja)